# Pfarrkirche St. Georgen ob Murau

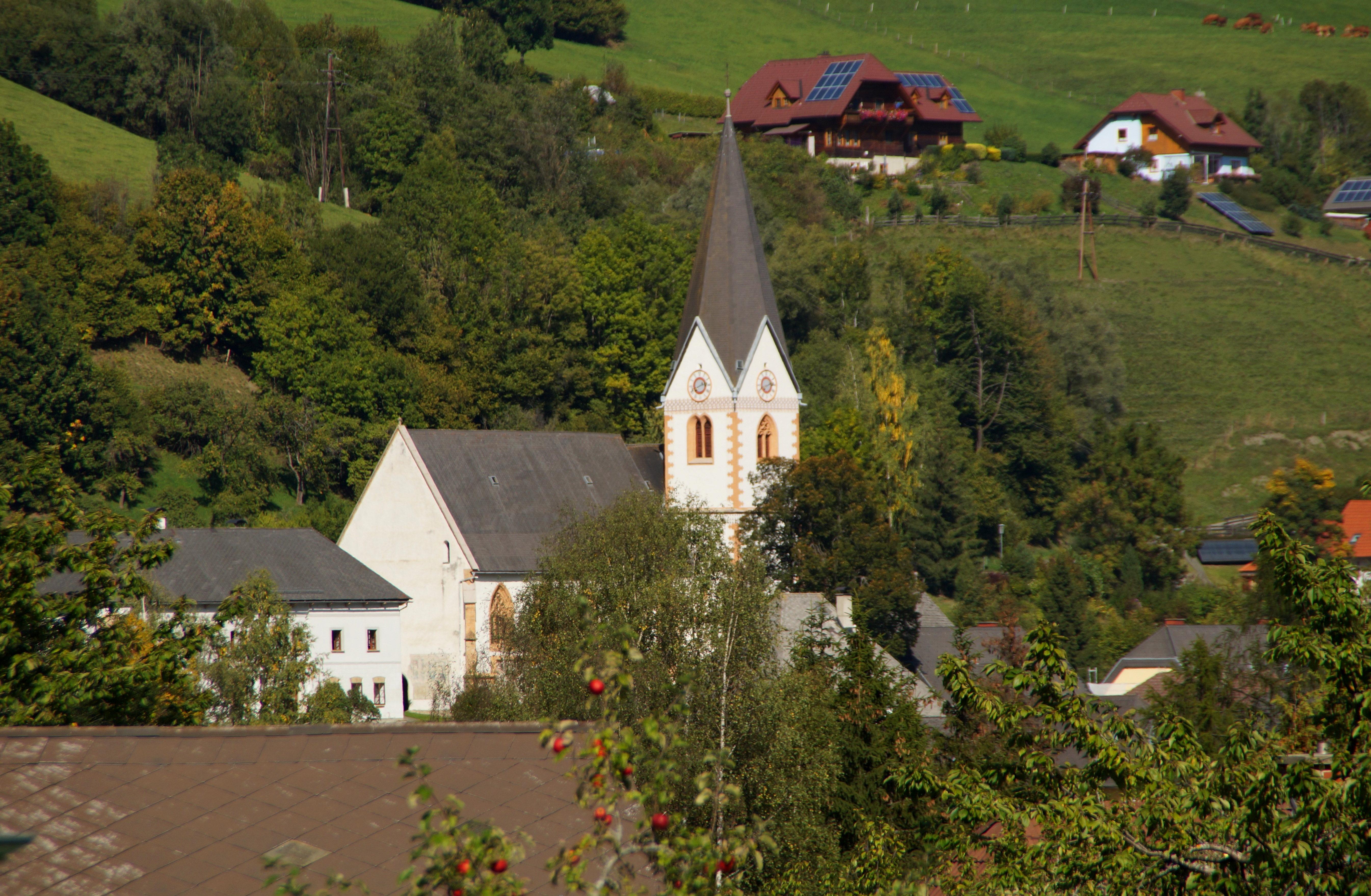
Katholische Pfarrkirche St. Georgen ob Murau

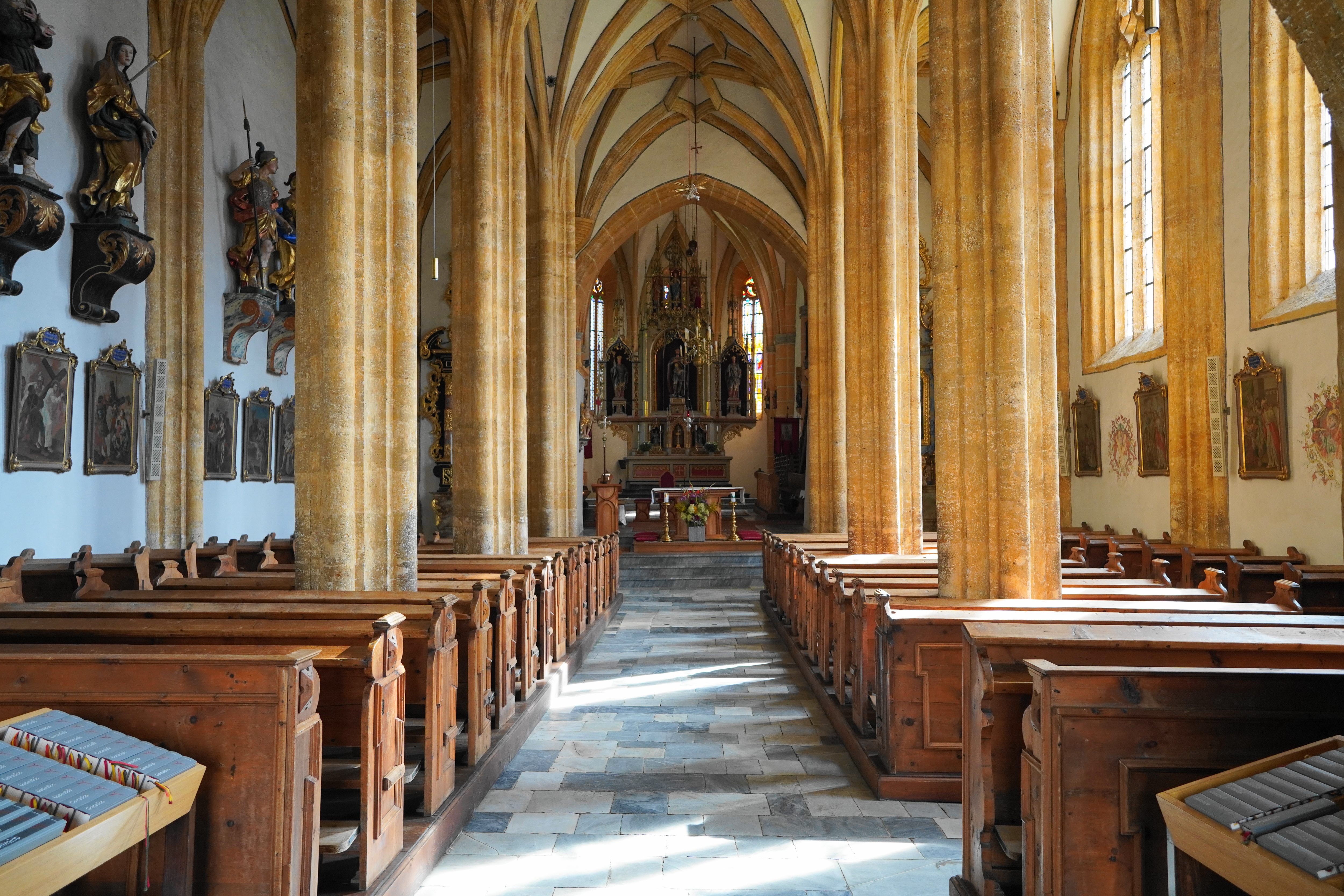
Innenraum der Kirche, Langhaus, Blick zum Chor

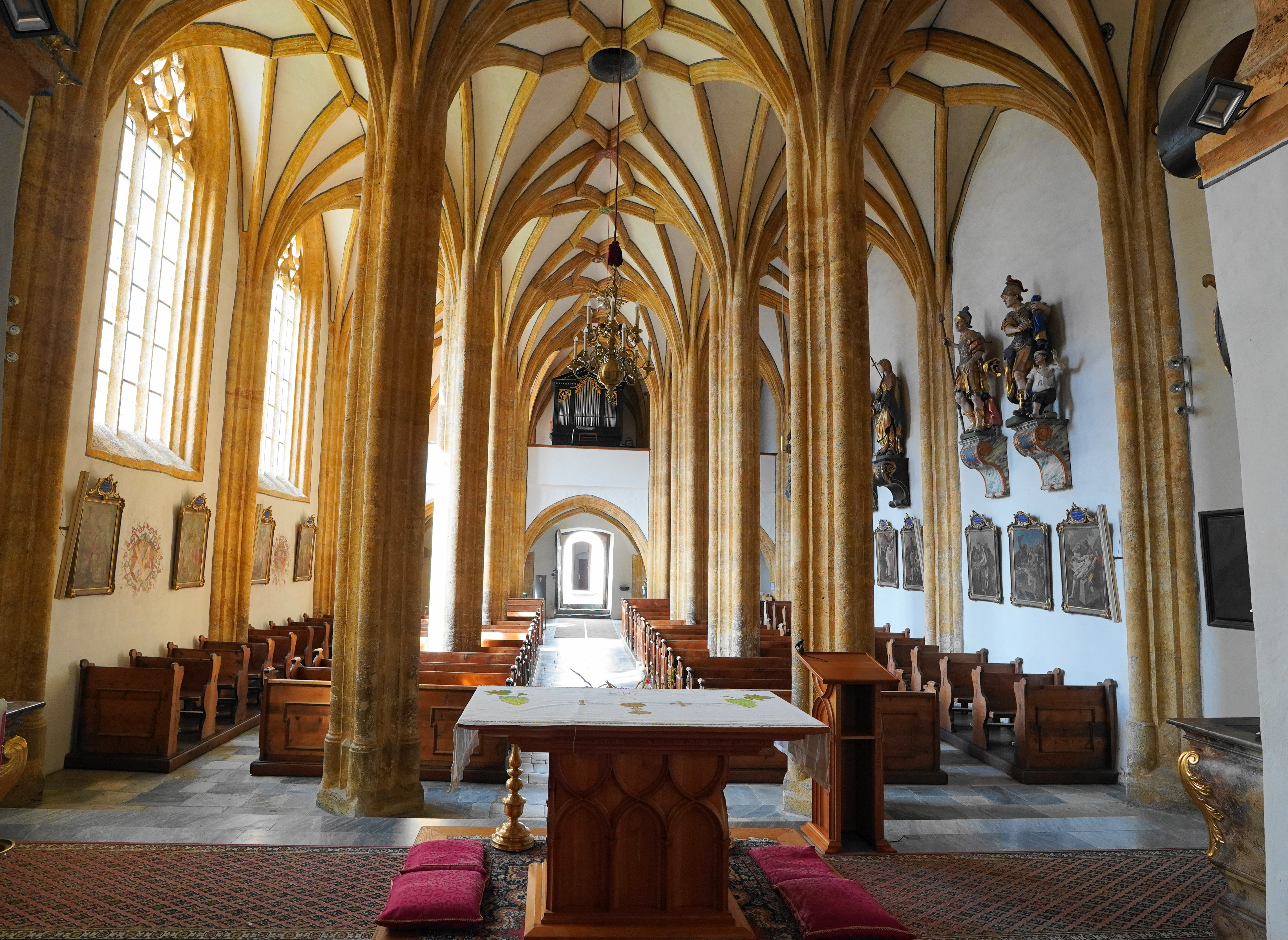
Innenraum der Kirche, Langhaus, Blick zur Empore

Die römisch-katholische Pfarrkirche St. Georgen ob Murau steht in Hanglage oberhalb der Ortschaft Sankt Georgen ob Murau in der Gemeinde Sankt Georgen am Kreischberg im Bezirk Murtal der Steiermark. Die dem Patrozinium des hl. Georg unterstellte Pfarrkirche gehört zur Region Obersteiermark West in der Diözese Graz-Seckau. Die Kirche steht unter Denkmalschutz (Listeneintrag).

## Geschichte
Die erste Kirchweihe war laut Inschrift 1188. Der heutige Kirchenbau wurde 1477 unter Kaiser Friedrich III. begonnen.
Die Kirche wurde 1978/1979 außen restauriert, der Chor innen 1980/1981.

## Architektur
Der mächtige dreigeschoßige Turm steht im südlichen Chorwinkel, er hat gotische Doppelschallfenster teils mit Maßwerk und trägt einen achtseitigen Spitzhelm.
Die dreischiffige fünfjochige Hallenkirche hat Sternrippengewölbe, im Mittelschiff sechsstrahlig, in den Seitenschiffen vierstrahlig, die Schlusssteine sind rund- oder schildförmig. Im Emporenjoch gibt es ein Meisterzeichen, dasselbe wie bei der Leonardikirche in Murau. Das Gewölbe ruht auf 3/4-Runddiensten auf profilierten Vorlagen, die Vierkantpfeiler sind gekehlt. Der Boden im Langhausostjoch ist um vier Stufen höher. Der breite spitzbogige Fronbogen hat seitlich Gewölberippen-Konsolen. Der schmälere und um eine Stufe höhere Chor ist zweijochig mit einem Fünfachtelschluss, der Chor hat ein verzogenes Springrautenrippengewölbe auf mächtigen Halbrunddiensten mit Achteckbasen, im Chor gibt es kleine Figurennischen mit Konsolen und Baldachinen. Die Kirche hat runde Schlusssteine mit den Darstellungen Taube, Lamm Gottes, Köpfe und Engel.
Fresken außen an der Südwand zeigen den Ölberg und den hl. Georg aus dem Ende des 15. Jahrhunderts, Meister von Schöder zugeschrieben.

## Einrichtung
Den neugotischen Hochaltar schuf Simon Dauner-Balzle.
Der gotische Flügelaltar als Bergknappenaltar aus 1524 trägt die Schreinfiguren der Heiligen Maria, Katharina und Barbara, die Flügelgemälde zeigen Szenen aus dem Marienleben, die Predella und das Gesprenge fehlen.

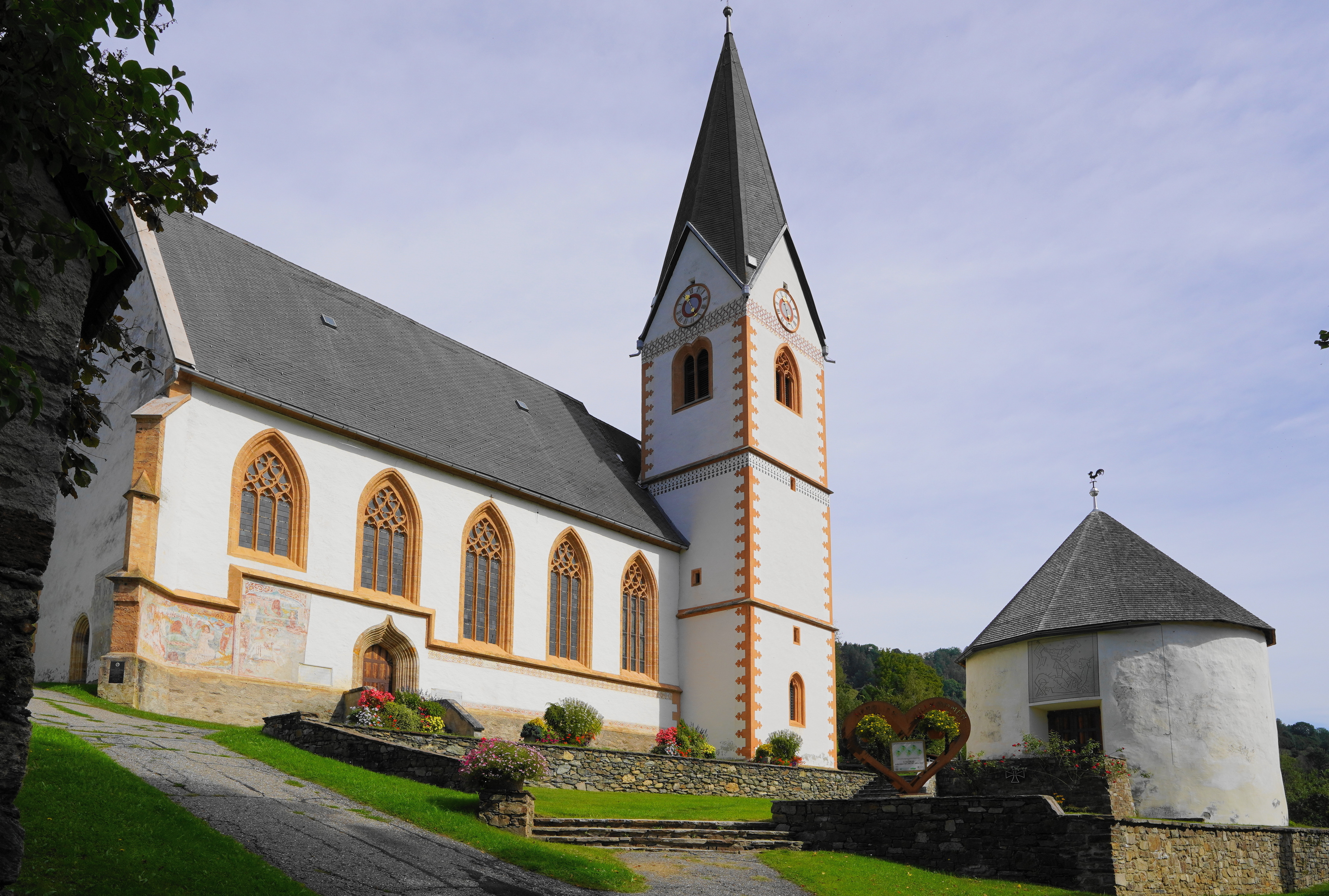
Kirche und Karner
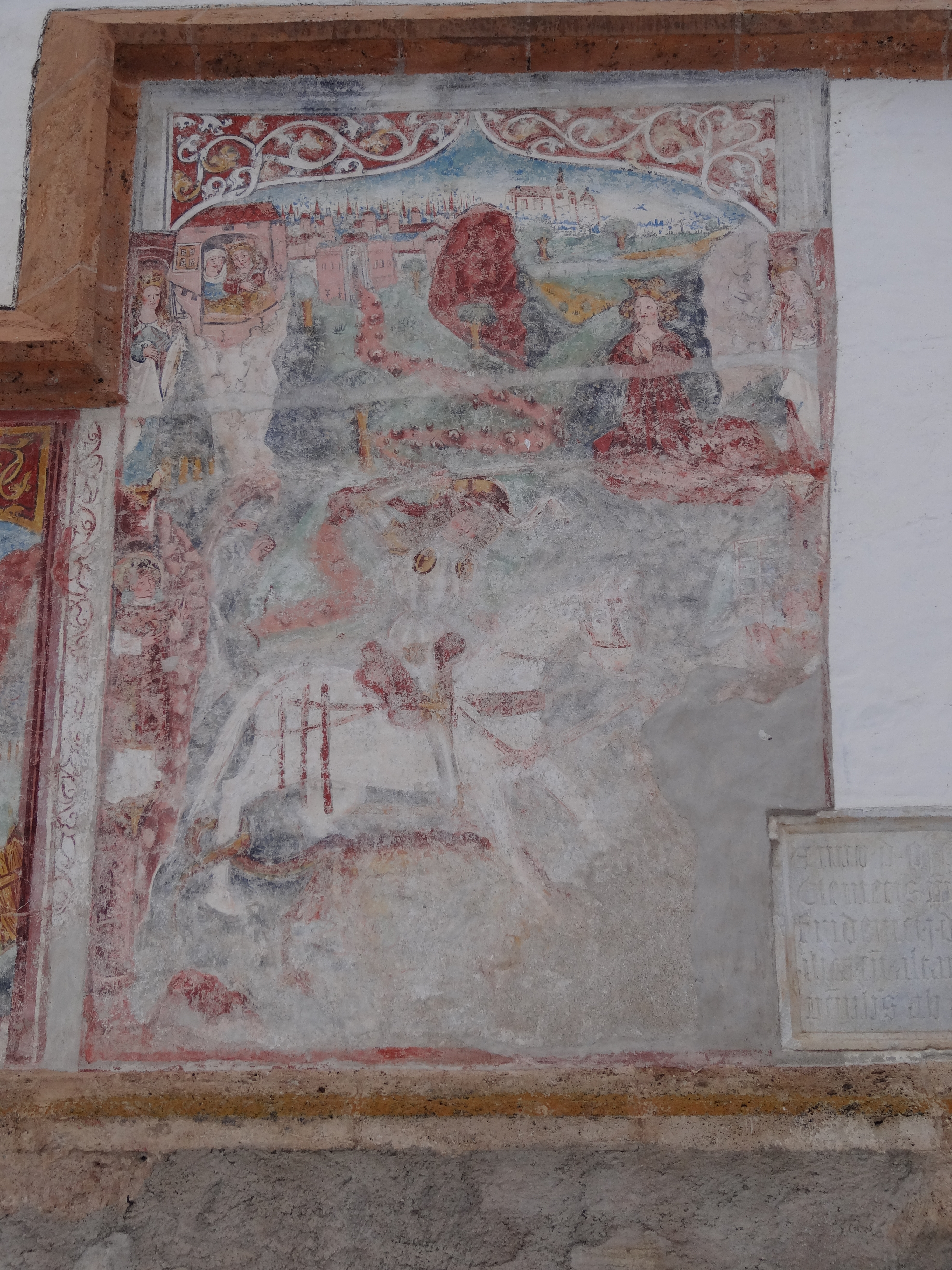
Fresken neben dem Eingang
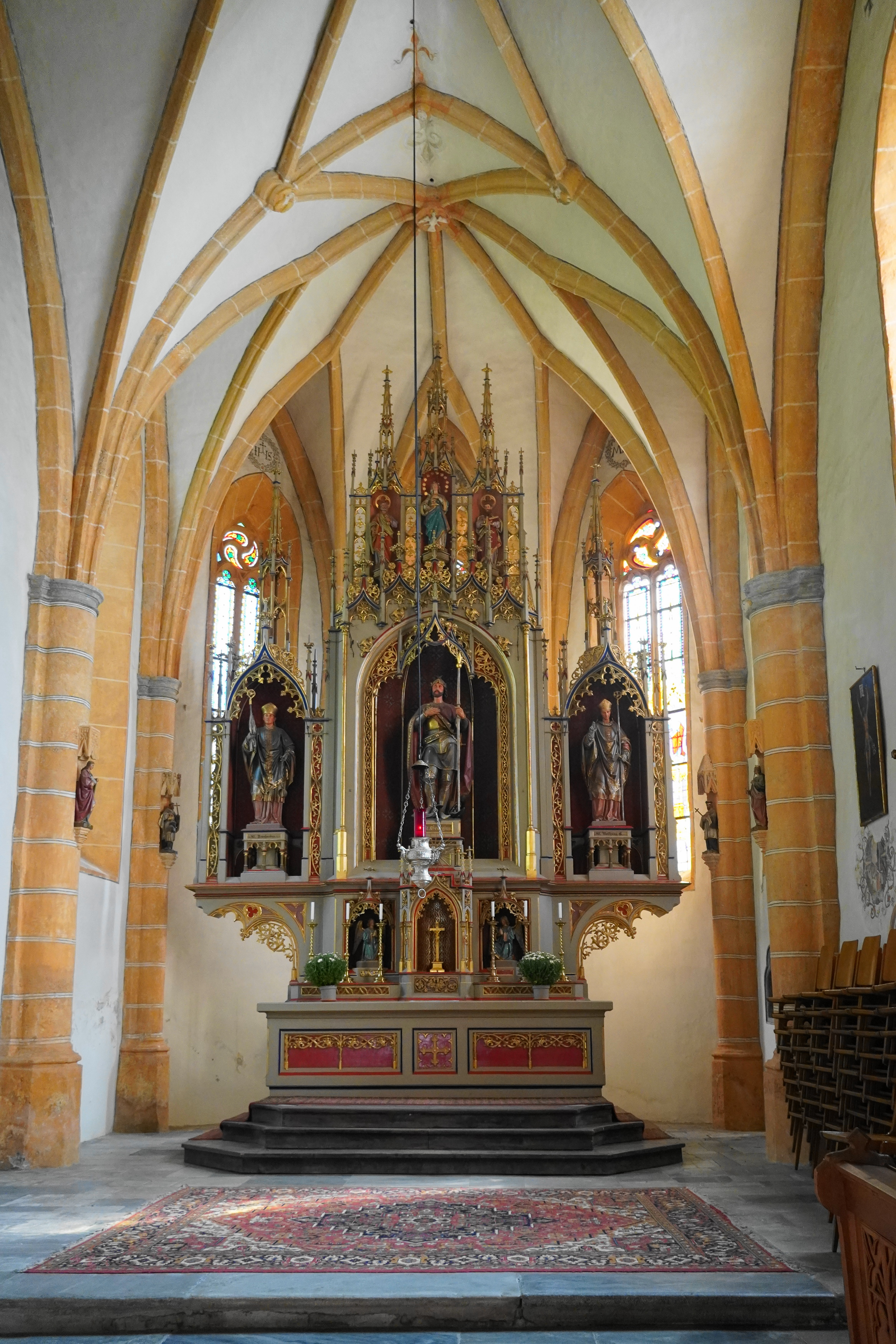
Hauptaltar
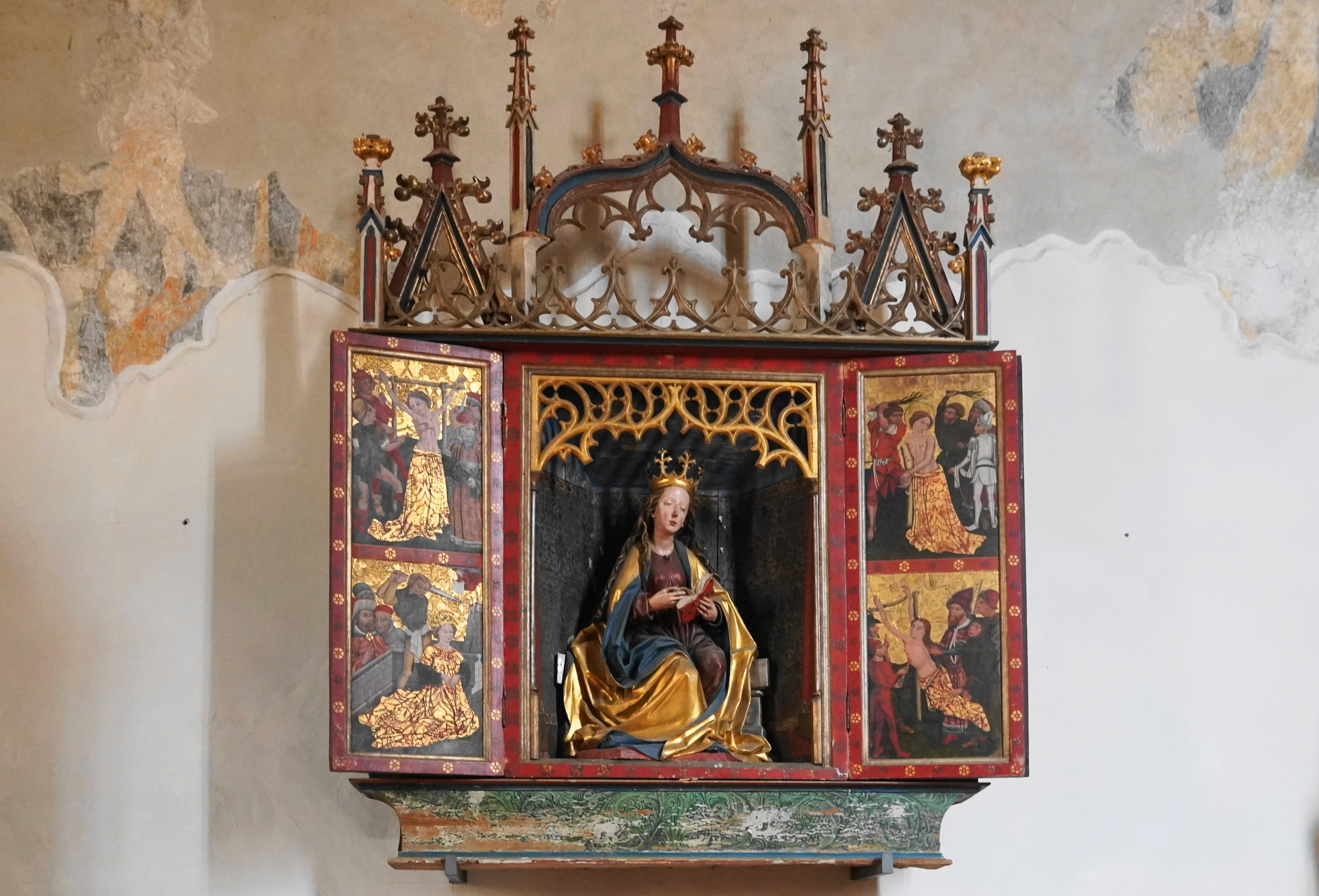
Flügelaltar

## Karner
Der Karner südlich der Kirche ist ein romanischer Rundbau mit Ostapsis aus dem Ende des 12. Jahrhunderts.
Die Wandmalereien schuf August Raidl 1957.